# Serbische Nationale Jugend
Die Serbische Nationale Jugend (serbisch Српска Национална Омладина Srpska nacionalna omladina), kurz SRNAO (СРНАО), war eine Mischung aus nationalistischer Jugendorganisation und Parteimiliz der serbischen Radikalen Volkspartei im Königreich Jugoslawien. Sie verfügte über 270 Ortsgruppen mit insgesamt 300.000 Mitgliedern und wurde von dem Tschetnik-Führer Puniša Račić geleitet.

## Geschichte
Die SRNAO wurde am 13. Dezember 1922 von großserbisch orientierten Studenten der Universität Belgrad gegründet. Aufgestellt wurde die SRNAO von Svetolik Savić (1875–1944), dem Herausgeber des Journals Balkan, das die Radikale Volkspartei unterstützte.
Insbesondere in den frühen 1920er-Jahren agierte die SRNAO in Aktionseinheit mit der nationalistischen bis faschistischen Organizacija Jugoslavenskih Nacionalista (Organisation Jugoslawischer Nationalisten), kurz ORJUNA.